# Коачелла (фестиваль)
Фестиваль музыки и искусств в долине Коачелла (англ. Coachella Valley Music and Arts Festival), также известный как Коачелла-фест или просто Коачелла — трёхдневный (ранее одно- или двухдневный) музыкальный фестиваль, проводимый компанией Goldenvoice в городе Индио, штат Калифорния.
Один из крупнейших, самых известных и самых прибыльных музыкальных фестивалей в Соединенных Штатах и во всем мире.
Впервые мероприятие состоялось в 1999 году. В число выступающих включены группы различной жанровой направленности — инди-рок, хип-хоп, электронная и поп-музыка; в рамках фестиваля также проходят художественные и скульптурные выставки.
Фестиваль Коачелла, основанный на искусстве музыки, а не на её популярности, получила звание «анти-Вудсток». Успех Коачелла привел к тому, что Goldenvoice устроил еще два дополнительных музыкальных фестиваля «Дилижанс» и «Путешествие по пустыне».

## Местоположение
Еще до того, как мы увидели "Клуб Empire Polo", он поразил нас. Мы хотели, чтобы это <фестиваль> было далеко от дома. Так, чтобы вы могли странствовать или путешествовать. Чтобы вы не могли покинуть свой дом, увидеть пару групп и вернуться домой той же ночью. Мы хотим, чтобы вы пришли сюда, устали и проклинали шоу в воскресенье днем. Этот закат и это большое чувство Коачеллы, оно поражает тебя.
Оригинал: "Even before we looked at Empire Polo Club, it hit us. We wanted it to be far. So you surrender. So you can't leave your house and see a couple bands and be back home that night. We want you to go out there, get tired, and curse the show by Sunday afternoon. That sunset, and that whole feeling of Coachella hits you."
Проходит в долине Коачелла, город Индио. Место находится примерно в 201 км к востоку от Лос-Анджелеса.
Фестиваль проходит на территории в 31,5 гектара; при учете земли, используемой для парковки и кемпинга, он покрывает площадь более 243 гектаров.
Температура в течение истории фестиваля колебалась от +41 °C (21 апреля 2012 года) до +6 °C (14 апреля 2012 года).[уточнить]
Чтобы не беспокоить местных жителей соблюдается комендантский час для исполнения музыки. С 2010 года по пятницам и субботам он начинался в 1 час ночи, и полночь по воскресеньям. Организаторы Goldenvoice должны заплатить штраф в размере 1000 долларов США за каждую минуту, когда фестиваль превышает комендантский час.

## История
Истоки фестиваля восходят к концерту 1993 года, в котором Pearl Jam выступали в Empire Polo Club, бойкотируя места, контролируемые Ticketmaster. Шоу подтвердило жизнеспособность для проведения крупных мероприятий, что привело к проведению первого фестиваля Coachella в октябре 1999 года.
Цель Пола Толлета заключалась в том, чтобы пригласить модных артистов, которые не обязательно имели успех в чартах: «Может быть, если мы соберём их вместе, это притянет многих людей». Посещая Фестиваль Гластонбери 1997 года, Толлетт раздавал брошюры артистам и их менеджерам, в которых фигурировали фото Клуба Empire Polo. В противопоставление дождливой слякоти Гластонбери в брошюре была «солнечная Коачелла. На фото все улыбались».
Объявление и продажа билетов на Коачелла-фест появились всего через неделю после завершения Вудстока '99 в июле 1999 года, который был омрачен грабежами, поджогами, насилием и изнасилованиями. В объявлениях предлагались бесплатные фонтаны с водой, туалеты и палатки.
9-10 октября 1999 года состоялось торжественное открытие Фестиваля. Хедлайнерами мероприятия стали Бек, The Chemical Brothers, Tool, Morrissey и Rage Against the Machine, Jurassic 5 и Underworld. Фестиваль, основанный на музыке как искусство, а не на музыке, популярной на радио, Коачелла получила звание «анти-Вудсток».
Билеты продавались по 50 долларов за каждый день; около 17 000 билетов, проданных за первый день, и 20 000 для второй. Посетителям была предложена бесплатная парковка и бесплатная бутылка воды при въезде. Мероприятие прошло гладко и резко контрастировало с насилием, которое произошло на Вудстоке '99. Основной проблемой была лишь высокая температура воздуха (>100° F / 38° C).
Фестиваль был хорошо оценен среди участников и критиков: Pollstar назвал его фестивалем года, а Los Angeles Times заявила, что это «закладывает основу того, что когда-нибудь может стать нашим собственным наследием».
В 2000 году мероприятий не было (из-за «перенасыщенности музыкальных фестивалей в Калифорнии в 2000 году»), а с 2001 года фестиваль выходит в качестве однодневного мероприятия, а цена за билет выросла до 65 $. В 2002 году фестиваль стал ежегодным двухдневным мероприятием. С 2007 года фестиваль длится 3 дня.
В 2010 году организаторы перестали продавать однодневные билеты, предлагая вместо этого только трехдневные. В 2011 году мероприятие посетили более 90 тыс. человек, 31 мая 2011 года Goldenvoice объявили, что начиная с 2012 года фестиваль будет проходить в два трёхдневных этапа с разницей в неделю. Билеты на фестиваль в 2012 году были распроданы менее чем за три часа. До фестиваля 2013 года было объявлено, что Goldenvoice (организация, проводящая фестиваль) заключили сделку с городом Индио, чтобы проводить там Коачелла-фест до 2030 года. В рамках соглашения доля Indio в расчете на билеты увеличилась с 2,33 доллара за билет до $ 5,01. А в июле того же года ими была выкуплена земля вокруг Empire Polo Club в 280 гектаров.
В течение четвертого года подряд Коачелла был назван лучшим фестивалем по версии Billboard Touring Awards. В 2015 году билеты на фестиваль были распроданы примерно за 20 минут.
12 марта 2020 года организаторы фестиваля компания Goldenvoice объявили о том, что Коачелла 2020 переносится с апреля на октябрь по причине угрозы массового заражения коронавирусом (COVID-19). Однако, в июне появилось сообщение о полной отмене мероприятия. Также, в январе 2021 года, ввиду пандемии COVID-19, была отменена Коачелла 2021.

## Представления
На территории расположено сразу несколько сцен или тентов (названных именами пустынь), выступления на которых проводятся одновременно: основная сцена (англ. Coachella Stage), открытый театр (англ. Outdoor Theatre), Гоби-тент (англ. Gobi Tent), Мохаве-тент (англ. Mojave Tent) и Сахара-тент (англ. Sahara Tent).
В дополнение к живой музыке, Coachella — это место для экспозиций изобразительного искусства, включая иллюстрацию и скульптуру . Многие из частей являются интерактивными.
В ранние годы Coachella выставки в основном были подобием ранних лет фестиваля Burning Man.
Художникам предоставляется доступ на территорию всего за 10 дней до фестиваля, что дает им ограниченный срок для сборки своих произведений. Описывая важности фестиваля для искусства, Синтия Уошберн из художественного коллектива «Поэтическая кинетика» сказала: «Я думаю, что Коачелла становится столь же привлекательным для художников, как и для музыкантов».
«Поэтическая кинетика» разработала несколько гигантских движущихся художественных сооружений для фестивалей, включая улитку в 2013 году, астронавта в 2014 году и гусеницу, которая «перерождалась» в бабочку в 2015 году.

## Фестиваль по годам
Подробный список выступлений(en)
| Год  | Даты                      | Хэдлайнеры                                        | Сборы (млн $)                                                                    | Посещаемость                                                                     |
| 1999 | Октябрь 9-10              | Бек                                               | Нет данных                                                                       | 37000                                                                            |
| 1999 | Октябрь 9-10              | Tool                                              | Нет данных                                                                       | 37000                                                                            |
| 1999 | Октябрь 9-10              | Rage Against the Machine                          | Нет данных                                                                       | 37000                                                                            |
| 2001 | Апрель 28                 | Jane’s Addiction                                  | Нет данных                                                                       | 32000                                                                            |
| 2002 | Апрель 27-28              | Björk                                             | Нет данных                                                                       | 55000                                                                            |
| 2002 | Апрель 27-28              | Oasis                                             | Нет данных                                                                       | 55000                                                                            |
| 2003 | Апрель 26-27              | Beastie Boys                                      | Нет данных                                                                       | 60000                                                                            |
| 2003 | Апрель 26-27              | Red Hot Chili Peppers                             | Нет данных                                                                       | 60000                                                                            |
| 2004 | Май 1-2                   | Radiohead                                         | Нет данных                                                                       | 110000                                                                           |
| 2004 | Май 1-2                   | The Cure                                          | Нет данных                                                                       | 110000                                                                           |
| 2005 | Апрель 30-Май 1           | Coldplay                                          | Нет данных                                                                       | 100000                                                                           |
| 2005 | Апрель 30-Май 1           | Nine Inch Nails                                   | Нет данных                                                                       | 100000                                                                           |
| 2006 | Апрель 29-30              | Depeche Mode                                      | $9                                                                               | 120000                                                                           |
| 2006 | Апрель 29-30              | Tool                                              | $9                                                                               | 120000                                                                           |
| 2007 | Апрель 27-29              | Björk                                             | $16.3                                                                            | 187000                                                                           |
| 2007 | Апрель 27-29              | Red Hot Chili Peppers                             | $16.3                                                                            | 187000                                                                           |
| 2007 | Апрель 27-29              | Rage Against the Machine                          | $16.3                                                                            | 187000                                                                           |
| 2008 | Апрель 25-27              | Prince                                            | $13.8                                                                            | 152000                                                                           |
| 2008 | Апрель 25-27              | Roger Waters                                      | $13.8                                                                            | 152000                                                                           |
| 2008 | Апрель 25-27              | Jack Johnson                                      | $13.8                                                                            | 152000                                                                           |
| 2009 | Апрель 17-19              | Paul McCartney                                    | $15.3                                                                            | 153000                                                                           |
| 2009 | Апрель 17-19              | The Killers                                       | $15.3                                                                            | 153000                                                                           |
| 2009 | Апрель 17-19              | The Cure                                          | $15.3                                                                            | 153000                                                                           |
| 2010 | Апрель 16-18              | Jay-Z                                             | $21.7                                                                            | 225000                                                                           |
| 2010 | Апрель 16-18              | Muse                                              | $21.7                                                                            | 225000                                                                           |
| 2010 | Апрель 16-18              | Gorillaz                                          | $21.7                                                                            | 225000                                                                           |
| 2011 | Апрель 15-17              | Kings of Leon                                     | $24.9                                                                            | 225000                                                                           |
| 2011 | Апрель 15-17              | Arcade Fire                                       | $24.9                                                                            | 225000                                                                           |
| 2011 | Апрель 15-17              | Kanye West / The Strokes                          | $24.9                                                                            | 225000                                                                           |
| 2012 | Апрель 13-15              | The Black Keys                                    | $47.3                                                                            | 158000                                                                           |
| 2012 | Апрель 20-22              | Radiohead                                         | $47.3                                                                            | 158000                                                                           |
| 2012 | Апрель 20-22              | Dr.Dre / Snoop Dogg                               | $47.3                                                                            | 158000                                                                           |
| 2013 | Апрель 12-14              | The Stone Roses / Blur                            | $67.2                                                                            | 180000                                                                           |
| 2013 | Апрель 19-21              | Phoenix                                           | $67.2                                                                            | 180000                                                                           |
| 2013 | Апрель 19-21              | Red Hot Chili Peppers                             | $67.2                                                                            | 180000                                                                           |
| 2014 | Апрель 11-13              | Outkast                                           | $78.3                                                                            | 579000                                                                           |
| 2014 | Апрель 18-20              | Muse                                              | $78.3                                                                            | 579000                                                                           |
| 2014 | Апрель 18-20              | Arcade Fire                                       | $78.3                                                                            | 579000                                                                           |
| 2015 | Апрель 10-12              | AC/DC                                             | $84.2                                                                            | 198000                                                                           |
| 2015 | Апрель 17-19              | Jack White                                        | $84.2                                                                            | 198000                                                                           |
| 2015 | Апрель 17-19              | Drake                                             | $84.2                                                                            | 198000                                                                           |
| 2016 | Апрель 15-17              | LCD Soundsystem                                   | $94.2                                                                            | 198000                                                                           |
| 2016 | Апрель 22-24              | Guns N' Roses                                     | $94.2                                                                            | 198000                                                                           |
| 2016 | Апрель 22-24              | Calvin Harris                                     | $94.2                                                                            | 198000                                                                           |
| 2017 | Апрель 14-16              | Radiohead                                         | $114.6                                                                           | 250000                                                                           |
| 2017 | Апрель 21-23              | Lady Gaga                                         | $114.6                                                                           | 250000                                                                           |
| 2017 | Апрель 21-23              | Kendrick Lamar                                    | $114.6                                                                           | 250000                                                                           |
| 2018 | Апрель 13-15              | The Weeknd Beyoncé Eminem                         | Нет данных                                                                       | Нет данных                                                                       |
| 2018 | Апрель 20-22              | The Weeknd Beyoncé Eminem                         | Нет данных                                                                       | Нет данных                                                                       |
| 2019 | Апрель 12-14              | Childish Gambino Tame Impala Ариана Гранде        | Нет данных                                                                       | Нет данных                                                                       |
| 2019 | Апрель 20-22              | Childish Gambino Tame Impala Ариана Гранде        | Нет данных                                                                       | Нет данных                                                                       |
| 2020 | Апрель 10-12              | Rage Against the Machine Трэвис Скотт Фрэнк Оушен | Перенесен на 9-11 и 16-18 октября, впоследствии отменен из-за пандемии COVID-19. | Перенесен на 9-11 и 16-18 октября, впоследствии отменен из-за пандемии COVID-19. |
| 2020 | Апрель 17-19              | Rage Against the Machine Трэвис Скотт Фрэнк Оушен | Перенесен на 9-11 и 16-18 октября, впоследствии отменен из-за пандемии COVID-19. | Перенесен на 9-11 и 16-18 октября, впоследствии отменен из-за пандемии COVID-19. |
| 2021 | Апрель 9-11               | Rage Against the Machine Трэвис Скотт Фрэнк Оушен | Отменено из-за пандемии COVID-19.                                                | Отменено из-за пандемии COVID-19.                                                |
| 2021 | Апрель 16-18              | Rage Against the Machine Трэвис Скотт Фрэнк Оушен | Отменено из-за пандемии COVID-19.                                                | Отменено из-за пандемии COVID-19.                                                |
| 2022 | Апрель 15-17              | Rage Against the Machine Трэвис Скотт             | Нет данных                                                                       | Нет данных                                                                       |
| 2022 | Апрель 22-24              | Rage Against the Machine Трэвис Скотт             | Нет данных                                                                       | Нет данных                                                                       |
| 2023 | Апрель 14–16 Апрель 21–23 | Фрэнк Оушен Blackpink                             | Нет данных                                                                       | Нет данных                                                                       |